# آدریان لئون
آدریان لئون (انگلیسی: Adrianne León؛ زادهٔ ۱۵ مارس ۱۹۸۷) یک موسیقی‌دان اهل ایالات متحده آمریکا است.